# The 101’ers
The 101’ers – brytyjska grupa rockowa utworzona w Londynie w maju 1974 a rozwiązana w 1976 roku.
The 101’ers zadebiutowali 6 września 1974 roku w pubie „Telegraph” w londyńskiej dzielnicy Brixton. Nazwa zespołu została zaczerpnięta z ulicy na której znajdował się squat jego członków. 3 kwietnia 1976 roku The 101’ers wystąpili razem z Sex Pistols. Występ Sex Pistols wywarł tak duże wrażenia na Stummerze, że ten przystał na propozycję Micka Jonesa z zespołu London SS i utworzyli razem zespół The Clash. Kiedy ukazał się pierwszy singel The 101’ers pt. Keys to Your Heart zespół już praktycznie nie istniał. Gitarzysta Clive Timperley trafił do The Passions, basista Dan Kelleher do The Derelicts, perkusista Richard Dudanski do The Raincoats a później do Public Image Ltd
, a drugi gitarzysta Tymon Dogg pracował później jeszcze ze Strummerem w The Clash (zagrał w jednej z piosenek na płycie Sandinista!), a później udzielał się w The Mescaleros.
Oficjalne nagrania The 101’ers ograniczały się początkowo tylko do jednego singla. Jednakże w 1981 roku, kiedy zainteresowanie zespołem The Clash było bardzo duże – wprowadzono na rynek na rynek drugi singel The 101’ers i album Elgin Avenue Breakdown zawierający nagrania z całego okresu istnienia tego zespołu.
Joe Strummer przed śmiercią w 2002 roku planował wydać jeszcze raz Elgin Avenue Breakdown uzupełniając ten album wszystkimi nagraniami jakiekolwiek zostały zarejestrowane przez The 101’ers. Materiał został uzupełniony już przez Lucindę Tait (wdowę po Strummerze) i byłego perkusistę Richarda Dudanski’ego, a następnie wypuszczony na rynek w maju 2005 przez firmę Astralwerks w USA i EMI w Europie jako Elgin Avenue Breakdown Revisited.

## Dyskografia
Single:
- Keys to Your Heart / 5 Star Rock & Roll Petrol (Chiswick 1976)
- Sweet Revenge / Rabies (Chiswick 1981)

Albumy:
- Elgin Avenue Breakdown (Andalucia 1981)
- Elgin Avenue Breakdown Revisited (Astralwerks / EMI 2005)